# 在マドリード・フランス・アカデミー

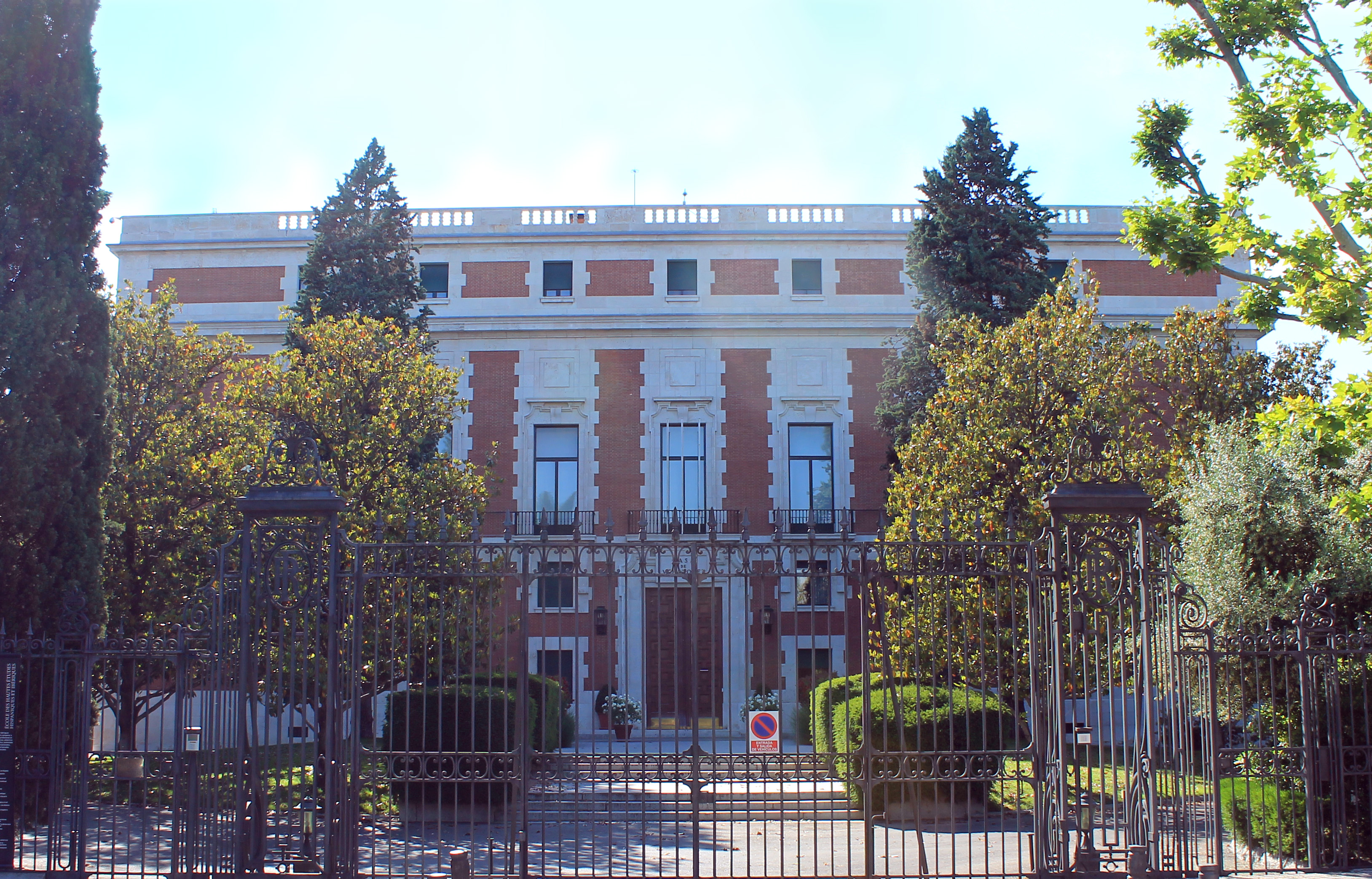
カサ・デ・ヴェラスケス

在マドリード・フランス・アカデミー（ざいマドリードフランスアカデミー、フランス語: Académie de France à Madrid）は、スペイン、マドリードのモンクロア＝アラバカの大学都市にあるカサ・デ・ヴェラスケスに入居するアカデミー。
1916年、芸術アカデミーの終身書記でオルガニスト、作曲家であったシャルル＝マリー・ヴィドールが、イタリア、ヴィラ・メディチの在ローマ・フランス・アカデミーに対応する形で、スペインにおける芸術家養成のためのアカデミーの必要性を訴えたことにより設立された。スペインおよびイベリア世界の芸術、言語、文学、人類学、歴史、考古学における創造と研究を促進する目的で設立された研究機関であるカサ・デ・ヴェラスケスの一部門となった在マドリード・フランス・アカデミーは、建築、作曲、視覚芸術、ビデオアート、映画、写真などのさまざまな分野における芸術会員によって構成される。